# Frikat
Frikat (în arabă فريقات) este o comună din provincia Tizi Ouzou, Algeria.
Populația comunei este de 12.791 de locuitori (2008).